# Paracercion dyeri
Paracercion dyeri är en trollsländeart som först beskrevs av Fraser 1920.  Paracercion dyeri ingår i släktet Paracercion och familjen dammflicksländor. Inga underarter finns listade i Catalogue of Life.